# Salle des Cinq-Cents
Pour les articles homonymes, voir Conseil des Cinq-Cents (homonymie).

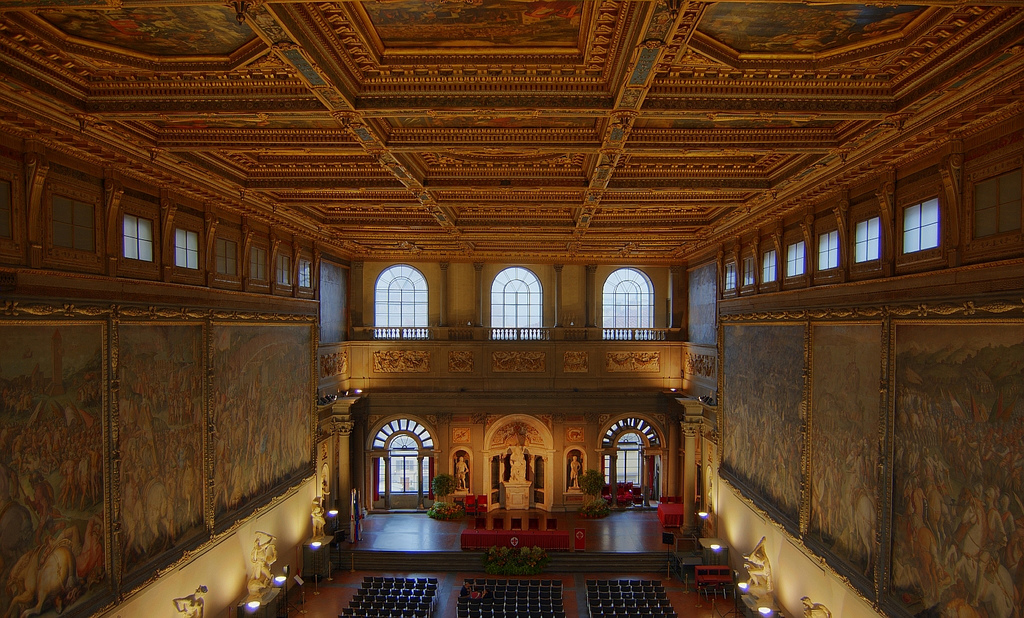
La Salle des Cinq-Cents en 2007.

La salle des Cinq-Cents se trouve dans le Palazzo Vecchio, à Florence. C'est une des salles les plus grandes et les plus précieuses d'Italie. Très imposante, elle mesure 54 m de long par 23 m de large, pour une hauteur de 18 m. Elle symbolise la puissance de la République florentine, dirigée par Savonarole. Sa dernière restauration date de 2000-2001.

## Histoire

### Savonarole
La salle se trouve au premier étage du Palazzo Vecchio.
Elle a été construite en  1494 par Simone del Pollaiolo sur l'ordre de Savonarole après qu'il eut chassé les Médicis du pouvoir. Elle devait accueillir les cinq cents (cinquecento en italien) membres du Consiglio dei Cinquecento de la République. Cette institution travaillait de concert avec le Consiglio Maggiore, formé de citoyens de la cité. Il avait choisi cette disposition pour « distribuer » le pouvoir à la population, le rendant plus difficile à diriger par un seul.  
Ce fut un effort architectural remarquable car la salle était beaucoup plus basse qu'aujourd'hui, arrivant au niveau des actuelles corniches en pierre. À l'époque, elle ressemblait énormément à la salle du Maggior Consiglio dans le palais des Doges à Venise.

### Léonard de Vinci et Michel-Ange

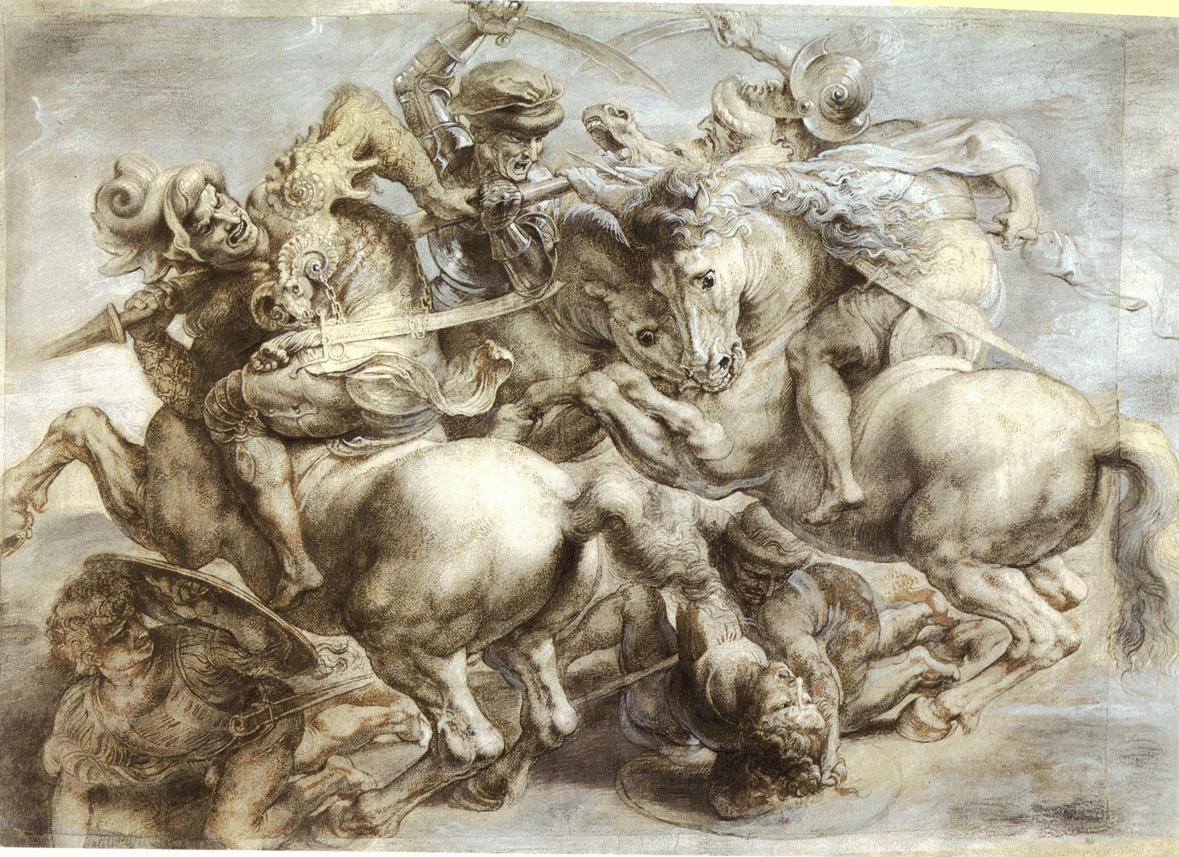
La Bataille d'Angiari, copie de l'original par Rubens conservée au musée du Louvre.

En 1503, la seigneurie de Florence lança un vaste programme de décoration de la Sala del Consiglio (salle des Cinq-Cents). Le gonfalonier Pier Soderini choisit les deux plus grands artistes florentins de l'époque, Léonard de Vinci et Michel-Ange, pour l'orner de fresques célébrant les victoires de la république.
Léonard de Vinci fut chargé d'illustrer la victoire d'Anghiari sur les Milanais (1440) et Michel-Ange celle de Cascina contre les Pisans (1364). Ces deux peintures restèrent inachevées et sont perdues. De nombreux artistes venaient à Florence pour étudier et admirer ces œuvres. La rivalité entre ces deux artistes était forte : Léonard de Vinci, assez vieux et plutôt calme s'opposait au jeune Michel-Ange, solitaire et de mauvais caractère. Léonard de Vinci alla jusqu'à comparer les nus de Michel-Ange à des sacs de noix.

### Cosme Ier
Avec l'arrivée de Cosme Ier au titre de duc, le Palazzo Vecchio fut choisi comme résidence de sa cour. Le palais subit de radicales transformations, voulues par Vasari. La salle des Cinq-Cents, lieu symbolique de la république florentine, devint le lieu où le duc donnait des audiences au peuple. 
L'ancienne décoration fut complètement refaite car elle glorifiait la République. Les deux peintures furent entièrement recouvertes. La nouvelle décoration exaltait Cosme Ier et sa maison. Vasari y travailla de 1555 à 1572, il releva le plafond de 7 m et le couvrit de compartiments sculptés de bois.
Selon certains historiens de l'art, Vasari aurait recouvert la bataille d'Anghiari pour la protéger. Cette hypothèse est étayée par les deux mots « Cerca trova » (cherche trouve) retrouvées sur le seul drapeau de la fresque de Vasari. Une analyse endoscopique a permis de trouver des pigments similaires à ceux de la Joconde. D'autres soutiennent que Vasari, jaloux du génie de Léonard de Vinci, détruisit la célèbre peinture.

## Décoration

### Plafond
Le plafond est décoré de compartiments peints en bois qui exaltent Cosme Ier et sa maison. Il fut réalisé entre 1563 et 1565 sous la direction de Vasari.